# Leiothrix (ave)
Leiothrix é um género de aves pertencente à família Leiothrichidae.

## Espécies
- Leiothrix argentauris
- Leiothrix lutea